# Markuskirche (Wiesdorf)

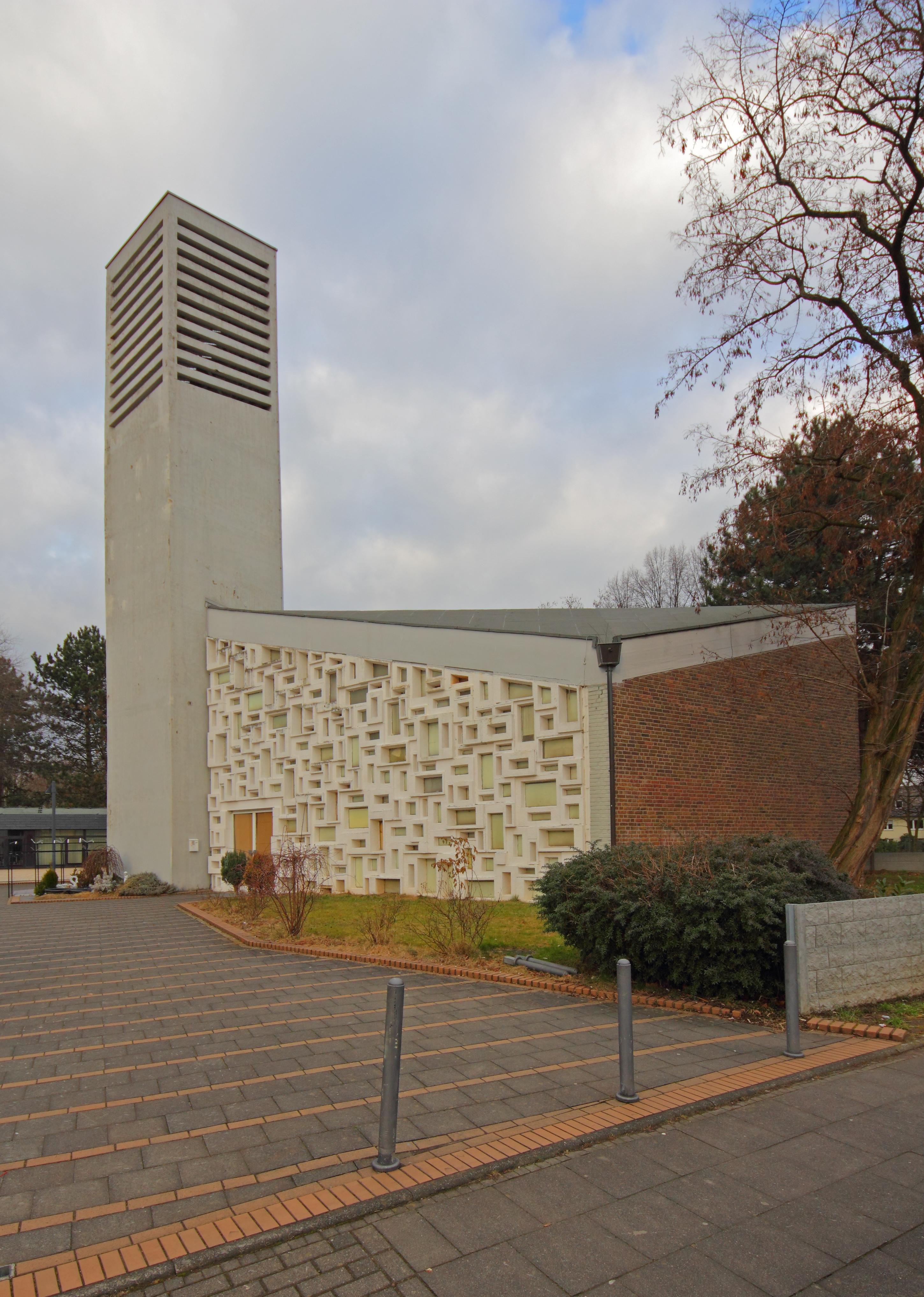
Markus-Kirche Wiesdorf

Die Markuskirche war ein evangelisches Gotteshaus im Leverkusener Stadtteil Wiesdorf. Sie gehörte zur Gemeinde Wiesdorf im Evangelischen Kirchenkreis Leverkusen.

## Geschichte
Die Kirche wurde am 9. Dezember 1962 eingeweiht. Umstrukturierungen in den Evangelischen Gemeinde Wiesdorf machten es nötig, im Dezember 2004 die Kirche zu schließen. Sie wurde an die Freikirche „Assembly of Redeemer King“ (Vereinigung des Erlöserkönigs) verkauft. Zwei Glocken der Kirchen gingen damals an die neue Hoffnungskirche in Rheindorf. Die Orgel wurde 2005 in die denkmalgeschützte Dorfkirche Kalkberge in Rüdersdorf bei Berlin versetzt.